# Maria Trubnikova
Maria Trubnikova, född 6 januari 1835, död 28 april 1897, var en rysk feminist. Hon tillhörde tillsammans med Nadezjda Stasova och Anna Filosofova, de tre mest framträdande pionjärerna för den första organiserade feminismen i Ryssland. Hon arbetade främst för fler utbildningsmöjligheter för båda könen.